# فحيل جلاس
فحيل جلاس قرية سورية تتبع ناحية سنجار في منطقة معرة النعمان في محافظة إدلب. بلغ عدد سكانها 791 نسمة في عام 2004 حسب إحصاء المكتب المركزي للإحصاء.